# Paris-Rennes
Paris-Rennes est une course cycliste créée par Yves Chaton disputée en France entre Paris et Rennes (Ille-et-Vilaine).
Après une première édition en 1902, elle a été disputée annuellement de 1927 à 1939.

## Histoire
La première édition est organisée en 1902 par la Pédale Rennaise sous le patronage de L'Auto avec 52 participants. Elle est remportée par Louis Trousselier, échappé en compagnie du coureur suisse Michel Frédérick aux points de contrôle du Mans et de Laval, il franchit seul la ligne d'arrivée du vélodrome Laënnec avec treize minutes d'avance sur son rival.

## Palmarès
| Année | Vainqueur          | Deuxième               | Troisième             |
| ----- | ------------------ | ---------------------- | --------------------- |
| 1902  | Louis Trousselier  | Michel Frédérick       | Hippolyte Aucouturier |
| 1927  | Raymond Decorte    | Hector Martin          | Arsène Alancourt      |
| 1928  | Nicolas Frantz     | Eugène Archambault     | Gaston Rebry          |
| 1929  | Aimé Deolet        | Gustave Van Slembrouck | André Godinat         |
| 1930  | Paul Le Drogo      | Gaston Rebry           | Leander Ghyssels      |
| 1931  | Émile Joly         | Ferdinand Le Drogo     | Frans Bonduel         |
| 1932  | Albert Barthélémy  | Léon Louyet            | Georges Speicher      |
| 1933  | René Le Grevès     | Alfons Schepers        | Léon Tommies          |
| 1934  | Alfons Schepers    | René Le Grevès         | Edgard De Caluwé      |
| 1935  | Georges Speicher   | Louis Hardiquest       | Romain Maes           |
| 1936  | Manuel Garcia      | Sylvère Maes           | Max Bulla             |
| 1937  | Albert Beckaert    | Émile Gamard           | Joseph Somers         |
| 1938  | Raymond Louviot    | Bruno Carini           | Jean Fontenay         |
| 1939  | Sylvain Marcaillou | Roger Lapébie          | Félicien Vervaecke    |